# Magnussoft ZETA
Magnussoft ZETA was een commercieel besturingssysteem gebaseerd op BeOS. ZETA kon opstarten in slechts 15 seconden. Er worden binnen ZETA enkele onderdelen van het Haiku-project gebruikt (dat een opensourceversie van BeOS ontwikkelt).

## Systeemeisen
De kernel heeft slechts 640 KB geheugen nodig en het systeem is uitgerust met een 64 bit-bestandssysteem. 

## Geschiedenis
De eerste versie van ZETA werd op 3 november 2003 uitgebracht. De op 28 februari 2007 laatst uitgebrachte versie was ZETA 1.5. Op 16 maart 2007 is de ontwikkeling van ZETA stopgezet vanwege het ontbreken van de benodigde licentierechten.

## Meegeleverde software
- De webbrowser Mozilla Firefox 1.5 (codenaam Deer Park).
- Gobe Productive is een volledig officepakket dat wordt meegeleverd met ZETA. Het bevat een tekstverwerker, rekenblad en presentatie-onderdeel. Elk van deze toepassingen kan zoals iedere toepassing in ZETA PDF-bestanden maken. Daarnaast is het pakket ook compatibel met Microsoft Office.